# Museo diocesano (Bobbio)
Il museo diocesano della Cattedrale di Bobbio ha sede presso il piano nobile del Palazzo vescovile (secoli XI-XVIII) del Duomo di Bobbio e nelle stanze poste sopra la navata destra della Cattedrale. È stato realizzato ed inaugurato il 13 luglio 2014 (ricorrenza di S. Enrico), in occasione delle celebrazioni del Millenario della fondazione della Diocesi e della Città di Bobbio (1014-2014) da parte di Sant'Enrico imperatore.
L'esposizione si snoda in dieci sale, con opere che illustrano la storia millenaria della diocesi di Bobbio, del Palazzo vescovile e della Cattedrale.

## Storia
Il Palazzo vescovile che ospita il museo venne edificato al tempo in cui sorse la Cattedrale sul finire dell'XI secolo, riedificato nel XV secolo dopo un incendio che lo aveva pesantemente danneggiato, fu rimaneggiato in stile barocco fra la fine del XVII secolo e inizio XVIII secolo. Infine l'aggiunta ottocentesca della cappella vescovile e delle nuove stanze al di sopra della navata sud del Duomo, completano le fasi costruttive.

## Percorso ed Opere

### Sala I - Sala d'ingresso - Diocesi di Bobbio - Vescovo Pietro Zuccarino
Il museo è ospitato al primo piano del palazzo. La sala d'ingresso racconta la storia della diocesi attraverso mappe, documenti e testimonianze.
Le vetrine custodiscono i paramenti e gli oggetti d'uso liturgico dell'ultimo vescovo della diocesi di Bobbio: mons. Pietro Zuccarino (1953-1973). In particolare il piviale e la mitra realizzate dal laboratorio milanese Beato Angelico, insieme con il bastone pastorale e il calice. Pregevoli le stazioni della Via Crucis in madreperla scolpita.
- Esposizione:
- Mappa della Diocesi di Bobbio e Video a scorrimento delle chiese parrocchiali della diocesi
- Oggetti appartenuti a mons. Pietro Zuccarino - Vescovo di Bobbio (1953-1973):
- A) Calice - Scuola Beato Angelico - 1948 - argento stampato inciso
- B) Anelli episcopali - terzo-quarto XX sec. - oro - topazio - oro - ametista
- C) Croce pettorale - XX sec. - argento in filigrana di Campo Ligure
- D) Riccio di Pastorale - L. Politi (Milano) - 1951 - argento fuso, cesellato, dorato, smaltato, zircone
- E)
  - E1) Bacile - L. Politi (Milano) - 1951 - argento sbalzato, cesellato
  - E2) Brocca - L. Politi (Milano) - 1951 - argento fuso, cesellato
  - E3) Piatto - L. Politi (Milano) - 1951 - argento sbalzato, cesellato, bulinato
- F) Piviale e Mitra del vescovo Pietro Zuccarino - Scuola Beato Angelico - terzo-quarto XX sec. - cannellato di seta ricamato in seta, oro filato
- G) Stazioni della Via Crucis - Madreperla scolpita XX sec. - Dono del vescovo Pietro Zuccarino, proveniente dalla Terra Santa

### Sala II - Salone dei Vescovi
Dalla prima sala d'ingresso si accede al salone dei vescovi, sulle cui pareti si può ammirare il grande affresco realizzato nel primo quarto del XVIII secolo dal pittore Francesco Porro, con allegorie della fede e della giustizia ed ai quattro lati una serie di medaglioni con i ritratti di tutti i vescovi della diocesi bobbiese. L'esposizione di pastorali e paramenti vescovili arricchisce l'ambiente, fra essi spicca con un ricciolo un pastorale a baionetta del XVIII secolo.
- Esposizione:
- A) Riccio di Pastorale - prima metà XX secolo - metallo sbalzato, stampato, dorato, con topazio
- B) Riccio di Pastorale del vescovo Pietro Giuseppe Vaggi (1849-1869) - XIX secolo - metallo fuso, stampato, argentato
- C) Mitra vescovile - XIX secolo - cannellato bianco laminato, ricamato in seta, oro filato
- D) Riccio di Pastorale - XIX secolo - ottone sbalzato, cesellato, argentato
- E) Riccio di Pastorale - XIX secolo - scuola Ruffino e figlio - argento sbalzato, cesellato, ottone sbalzato, cesellato
- F) Mitra del vescovo Isaia Volpi (1818-1830) - secondo-terzo decennio XIX secolo - cannellato bianco laminato, ricamato in seta, oro filato
- G) Riccio di Pastorale del vescovo Giovan Battista Porrati (1880-1902) - 1893 - ottone fuso, argentato, dorato, smaltato
- H) Poltrona vescovile con stemma del vescovo Carlo Cornaccioli (1726-1737) - Bottega emiliana - secondo-quarto XVIII secolo - legno intagliato, dorato
- I) Coppia di angeli reggicandelabro - XVII secolo - legno intagliato, dipinto, dorato
- L) Arpa celtica - XX secolo
- M) Editto del vescovo di Bobbio Giuseppe Ludovico Anduxar del 15 agosto 1738
- N) Pontificale Romanum Summurum Pontificum - con i riti di tutte le celebrazioni riservate ai vescovi: cresima, ordinazioni sacerdotali ed episcopali, consacrazione di altari e chiese, benedizione di campane, ecc. - I due volumi:
  - N1) Pontificale in volume grande per le cattedrali
  - N2) Pontificale in volume piccolo per le chiese maggiori non cattedrali
- O) Diari del vescovo di Bobbio Francesco Maria Abbiati (1618-1650)
- P) Quadro Madonna con Bambino - bottega lombarda - olio su tela - dipinto commissionato dal vescovo Lancellotto Birago (1746-1765)
- Q) Libro antifonario gregoriano - XVII secolo

### Sala III - Sala del Tesoro del Duomo
La successiva sala è dedicata al Tesoro del Duomo, costituito da opere d'intaglio ligneo, con oggetti di oreficeria, suppellettili e paramenti liturgici pertinenti alla Cattedrale di Santa Maria Assunta in Bobbio.
Sono presenti fra le opere due quadri:
- A) Quadro "Santa Teresa d'Avila ha la visione dell'angelo" - di Agostino Saimo (o Sammo) - olio su tela
- B) Quadro "Santa Franca e l'angelo" - XVII secolo - olio su tela

Si segnalano, fra i pezzi esposti entro l'antico e imponente armadio in legno di noce, una serie di oggetti riconducibili alla celebrazione e all'adorazione dell'Eucaristia. Sono degni di nota, un ostensorio ambrosiano del primo Seicento e opere in argento sbalzato e cesellato come la pisside del 1758 e la pisside datata 1816, caratterizzata dal punzone "Torretta", tipico della produzione genovese.
Sul secondo ripiano del mobile, di spicco è anche il calice in argento del vescovo Giovanni Porrati (1880-1902) risalente al 1895.
L'opera più antica e prestigiosa fra quelle esposte nella sala è il ricco pastorale del vescovo Giovanni Mondani (1472-1482), che campeggia entro la vetrina posta sulla parete destra. Opera orafa datata 1479, caratterizzata dall'impostazione tipicamente gotica con sviluppo di un ricciolo in filigrana d'argento dorato con a chiusura una raffinata statuetta del Buon Pastore.
Sulla parete di fondo si possono ammirare alcuni paramenti appartenenti al corredo liturgico della Cattedrale che vanno dal finire del XVIII secolo al XIX secolo, impreziosite da ricami di sete policrome e inserti di materiali metallici preziosi.
Sono degni di nota in particolare la pianeta ed il piviale di epoca neoclassica facenti parte di un unico parato in tessuto di seta laminato in argento e ricamato in oro filato del quale si conservano anche quattro tunicelle, un velo omerale, due stoffe e due veli da calice.
Le altre sale sono collocate su un piano rialzato sopra la navata sud della Cattedrale, cui si accede dalla sala d'ingresso per una scala barocca in marmo verde locale.

### Sala IV - Sala dell'affresco
Il percorso include subito nell'atrio la sala dell'affresco che custodisce un dipinto murale settecentesco raffigurante l'Adorazione dei Magi.
Sono presenti due grandi mobili intagliati.
- Esposizione:
- A) Stendardo processionale con "Madonna della Misericordia" - Manifattura italiana - primo-quarto XX secolo - tessuto in seta laminato in oro, ricamato in oro filato, oro laminato, dipinto, paillettes
- B) Quadro "San Vincenzo Ferreri salva una donna" - seconda metà XVII secolo - stemma della famiglia Monticelli
- C) Quadro "Estasi di Sant'Andrea Avellino" - seconda metà XVII secolo - stemma della famiglia Monticelli

### Sala V - Saletta dell'Archivio
A sinistra è collocata la saletta dell'Archivio che conserva intatto l'arredo ligneo originario barocco. La struttura è collocata all'interno del campanile basso della facciata della Cattedrale. Al centro è collocato un pregevole tavolo coperto da un piano di marmo. Illumina l'interno l'antica finestra a bifora, unica ormai esistente in Bobbio.

### Sala VI - Cappella vescovile
Di fronte, la Cappella vescovile sempre in stile barocco, con il pregevole dipinto della Risurrezione di Domenico Buonviso del 1624. Sempre del XVII secolo la tela della preghiera nell'Orto degli Ulivi della scuola del Bassano.

### Sala VII - Saletta delle reliquie
La stanza successiva, già piccola sagrestia della cappella, testimonia la fede popolare con i reliquiari esposti ed una buona raccolta di reliquie che si utilizzavano ogni giorno per la preghiera al santo secondo il calendario liturgico.
Sulla parete della sala si può ammirare una significativa sequenza di reliquiari a tabella, tipologia diffusa soprattutto nei secoli XVIII-XIX. Solitamente questo tipo di reliquiario è costituito da una struttura a cornice lignea che può essere rettangolare, quadrangolare, poligonale o rotonda. All'interno le reliquie, spesso numerose, vengono conservate in alloggiamenti per lo più ovali o circolari a capsula metallica chiusa da vetro, disposti in sequenza regolare sul supporto di fondo e circondati da minute decorazioni realizzate in carta, metallo o stoffa.
Tra i reliquiari a tabella esposti in questa sede ve ne sono due, recanti al centro immagini sacre, rispettivamente del Salvator mundi e di San Carlo Borromeo.

### Sala VIII - Sala liturgia e devozione
La sala successiva è dedicata agli arredi provenienti dalle parrocchie della diocesi arricchita di opere pittoriche.

### Sala IX - Sala della pittura
Le ultime due sale sono dedicate al vescovo Sant'Antonio Maria Gianelli, che qui vi risiedeva.
La penultima sala raccoglie opere pittoriche facenti parte del patrimonio di arredi del Palazzo Vescovile.
Si segnala per interesse artistico il dipinto seicentesco raffigurante il Martirio di un santo, attribuito alla mano del pittore Giulio Cesare Procaccini.
Inoltre, posto sulla parete di fondo della sala, il dipinto raffigurante San Francesco d'Assisi, di impronta lombarda, presenta affinità stilistiche con opere di Giulio Cesare Procaccini e Francesco Cairo; l'opera è citata in un inventario del palazzo datato 1726.
Un altro dipinto degno di nota è il Gesù nell'orto i Getzemani della scuola di Jacopo da Bassano, tela di dimensioni contenute databile attorno al 1575.
Al centro della sala, entro la vetrina, si conservano il pastorale e la mitra di Sant'Antonio Gianelli (Carro, 1789 - Piacenza, 1846), vescovo di Bobbio tra il 1838 e il 1846, proclamato santo il 21 ottobre 1951.

### Sala X - Sala Sant'Antonio Gianelli - Sala della finestrina
L'ultima sala conserva nelle teche la documentazione scritta di Sant'Antonio Gianelli, con documenti e atti sinodali che gli appartennero.
Essa si apre sulla Cattedrale con una finestrina che dall'alto del fondo della navata di destra della chiesa su affaccia sul presbiterio e sull'altare.
Sotto l'inginocchiatoio utilizzato dal santo vescovo per seguire le celebrazioni quando indisposto ed anche di notte per le preghiere.